# Tenaga Nasional
Tenaga Nasional est une entreprise privée de production et de distribution d'électricité basée à Kuala Lumpur en Malaisie détenue à 69,3 % par l'état malaisiens via plusieurs agences publiques. Elle est une ancienne entreprise publique qui a été privatisé entre 1988 et 1990. Tenaga Nasional a également des activités hors de Malaisie comme au Pakistan, en Inde et au Royaume-Uni où EDF lui a vendu, en 2021, 49 % des parts du site démonstrateur d’éolien en mer flottants de Blyth.